# Nora McDermott
Nora June McDermott (Vancouver, 25 giugno 1927 – Vancouver, 16 maggio 2013) è stata una cestista, allenatrice di pallacanestro e pallavolista canadese.

## Carriera
Dopo la carriera con la University of British Columbia, dove conquistò due campionati Vancouver Senior B nel 1947 e nel 1948, vinse con le Vancouver Eilers 9 campionati canadesi in 14 anni. Con il Canada ha disputato tre edizioni dei Giochi panamericani (Città del Messico 1955, Chicago 1959, San Paolo 1963).
Come allenatrice condusse il Canada alla medaglia di bronzo ai Giochi panamericani di Winnipeg 1967.
È stata introdotta nella Basketball Canada Hall of Fame e nella UBC Sports and Basketball BC Halls of Fame.